# Hermes
|  | Per a altres significats, vegeu «Hermes (desambiguació)». |

En la mitologia grega, Hermes (grec antic: Ἑρμῆς, Hermēs) era el missatger dels Déus olímpics, i Déu de les fronteres i dels viatgers, dels pastors, dels oradors, de l'enginy, dels literats i poetes, de l'atletisme, dels pesos i mesures, dels invents i en general del comerç, de l'astúcia, dels lladres i dels mentiders. Era fill de Zeus i de la plèiade Maia i pare d'Eudor. A la mitologia romana s'anomenava Mercuri. A l'himne homèric és invocat "de multiforme enginy (en grec polytropos), d'astuts pensaments, lladre, lladre de bous, amo dels somnis, espia nocturn, guardià de les portes."
Hermes Trismegist, filòsof grec, comparant les religions grega i egípcia, identificava el déu Hermes amb l'egipci Thoth. També deia que el coneixement derivava d'Hermes.

## Papers

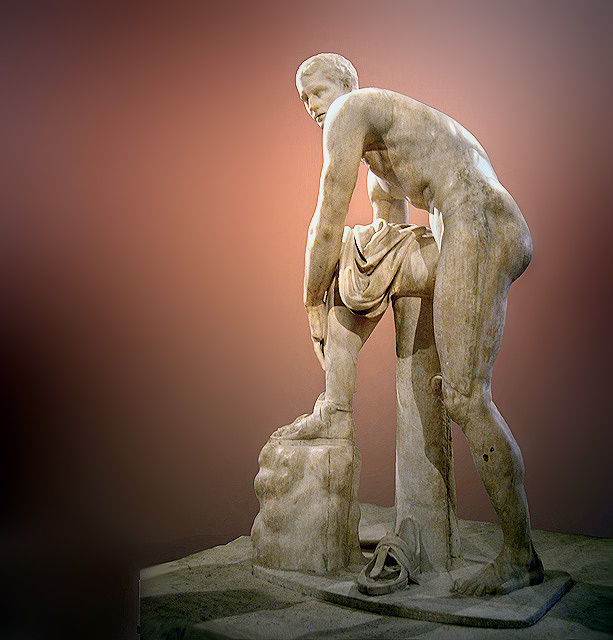
Hermes lligant-se la sandàlia, còpia romana en marbre d'un bronze de Lisip (Museu del Louvre).

El tret principal en les tradicions sobre Hermes consisteix en un paper d'herald dels déus, on apareix amb aquest rol fins i tot als poemes homèrics, compartint funció amb Iris. Un intèrpret que creua les fronteres amb estranys és un hermenus (en grec: έρμενευς). És d'Hermes, també, que prové la paraula 'hermenèutica' per descriure l'art d'interpretar els significats ocults. En grec una troballa afortunada, per exemple, s'anomena hermàion (έρμαιον).
El seu caràcter original de divinitat de la natura té lloc amb els pelasgs o els arcadis, i les seves llegendes van augmentant de mica en mica. Com a herald dels déus, té per habilitat l'ús de la paraula i l'eloqüència, ja que els heralds són oradors públics a les assemblees i a altres sessions. Com a destre orador, feia sobretot de missatger quan es necessitava eloqüència per aconseguir l'objectiu desitjat, per això també podia comprendre les llengües dels animals. Com que els heralds i missatgers solien ésser homes prudents i circumspectes, Hermes era també el déu de la prudència i de l'habilitat en totes les relacions d'intercanvi social. Aquestes qualitats estaven combinades amb altres de semblants, com l'astúcia, tant en les paraules com en les accions, i àdhuc el frau, el perjuri i la inclinació al robatori. Els actes d'aquesta mena eren comesos per Hermes sempre amb certa habilitat, destresa i fins i tot elegància. Segons el prominent folclorista Meletinskii, Hermes és un trampós deïficat. Concedia els poders que ell tenia als mortals i herois que gaudien del seu favor, així com a tots els que tenia sota la seva protecció o eren fills seus.
Com a inventor del foc, Hermes és un paral·lel amb el tità Prometeu. A més de la siringa i de la lira, Hermes inventà diversos tipus de curses i els esports de lluita, i per això fou nomenat patró dels atletes.
També actuava com a psicopomp o guia dels difunts, els ajudava a trobar llur camí cap a l'inframon grec. En molts llocs de Grècia, Hermes era representat com l'únic déu, a més d'Hades i Persèfone, que podia entrar i sortir de l'inframon. A més d'escoltar els morts, el déu missatger podia ajudar els viatgers a tenir un viatge segur i sense obstacles; és per això que molts hel·lens li feien sacrificis abans de viatjar.
Els seus símbols eren el gall i la tortuga, i també se'l pot reconèixer pel portamonedes, les seves sandàlies alades, el petàs (barret d'ala ampla) i el bastó d'herald. Hermes era el déu dels lladres perquè era molt astut i perspicaç, i perquè ell mateix fou un lladre des que va néixer, quan s'escapà de Maia i fugí per robar el ramat del seu germà gran Apol·lo.
A l'adaptació romana de la religió grega, Hermes va ser identificat com el déu romà Mercuri, qui, tot i que herald dels etruscs, desenvolupà moltes característiques semblants, com la de ser patró del comerç. A la interpretació grega dels déus egipcis, se l'identifica amb Thoth, Déu de la saviesa egipci

## Etimologia
Des de la demostració de Karl Otfried Müller, s'ha cregut que el nom Hermes prové de la paraula grega 'herma' (ἕρμα), que fa al·lusió a un pilar quadrat o rectangular amb el cap d'Hermes (normalment amb la barba), ornant-ne l'extrem superior i amb genitals masculins itífals a sota. Tanmateix, a causa del destimoni del déu al panteó micènic, com Hermes Araoia (el Carner), a les inscripcions lineals B a Pilos i a la Cnossos micènica, és més probable que la connexió es donés en el sentit contrari, des del déu fins a les representacions amb els pilars. De la subsegüent associació d'aquestes fites -que foren emprades a Atenes per evitar el mal i també com a fites a camins i fronteres per tot Grècia- Hermes va adquirir el patronatge sobre els viatgers a la terra.

## Epítets
ArgifontL'epítet d'Hermes era Argifont (grec antic: Ἀργειφόντης, 'assassí d'Argos'), que recorda l'encàrrec que va encomanar-li Zeus de matar el gegant de cent ulls Argos, que vigilava la nimfa Io al santuari d'Hera.
LògiosL'epítet de Lògios és la representació del déu en l'acte de declamar, com a orador, o com a déu de l'eloqüència. De fet, juntament amb Atena, era la representació divina estàndard de l'eloqüència a la Grècia clàssica. L'himne homèric que li és dedicat (probablement del segle vi aC, el descriu fent un reeixit discurs des del bressol per defensar-se de l'acusació d'haver robat un ramat. Després, el comentari de Procle sobre La República de Plató descriu Hermes com a déu de la persuasió. Encara més tard, els neoplatònics van veure Hermes Lògios més místicament com a origen d'una cadena hermètica de llum i radiació emanant de l'intel·lecte diví.
PolítropDel grec πολῠ́τροπος, literalment, versàtil.
PsicopompDel grec ψῡχοπομπός, literalment, el conductor d'ànimes, en referència al paper de guia dels espectres dels difunts fins a l'Hades.
AcacesiDel grec Ἀκακήσιος, en referència a seu criador Àcac.
AgètorDel grec Ἀγήτωρ, literalment, guia, líder, conductor.
AgoniDel grec ἀγώνιος: qui presideix els jocs.
AgoreuDel grec Ἀγοραῖος, literalment, del mercat, de l'àgora.
CatèbataDel grec καταιβᾰ́της, literalment, el qui descendeix, en referència al descens cap a l'inframón en el seu paper de psicopomp.
CtesiDel grec κτήσιος, literalment, protector de la llar, de la propietat.
Cil·leniDel grec Κυλλήνιος, en referència al Mont Cil·lene, on fou criat.
CriòforDel grec κρῑοφόρος, literalment, portador de l'ariet.
OniropompDel grec ὀνειροπομπός, literalment, conductor dels somnis.
PemandraDel grec ποιμάνδρης, literalment, pastor d'homes.

## Adoració

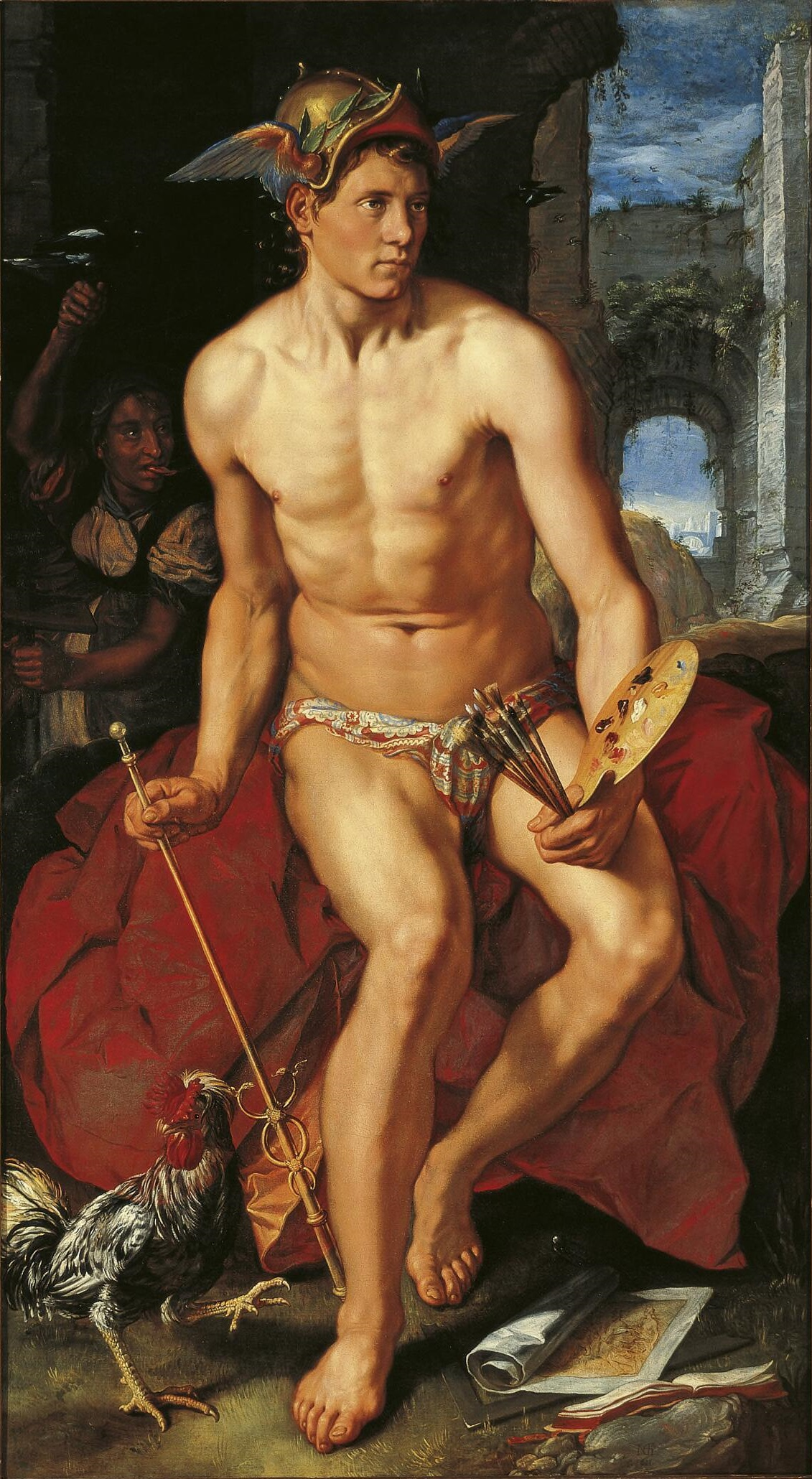
Mercuri per Hendrick Goltzius, 1611 (Frans Halsmuseum, Haarlem).

Tot i que hi havia temples dedicats a Hermes per tot Grècia, un centre principal del seu culte es trobava a Feneos (Unitat perifèrica d'Arcàdia), on les festes en honor seu s'anomenaven Hermoea. Un mite assenyalava que Licaó, el fill de Pelasg, va ordenar construir-li el primer temple.
Com a guardià de fronteres, Hermes s'encarregava de dur les ànimes que acabaven de morir a l'Inframon, a l'Hades. A l'himne homèric a Demèter, Hermes guiava Persèfone amb la seva mare Demèter. També duia els somnis als mortals que encara eren vius.
Una altra funció important del déu era el seu paper com a patró de tots els jocs gimnàstics dels grecs. Aquesta idea sembla d'origen tardà, car als poemes homèrics no n'hi ha cap indici i l'aparença del déu, tal com hi és descrita, és força diferent del que es podria esperar de l'art gimnàstic. Les seves imatges, però, van ser erigides a tants llocs, com a l'entrada dels gimnasos, que el resultat natural fou que, com Hèracles i els Dioscurs, fos considerat com protector dels joves i dels exercicis i concursos esportius, i que en una època posterior els artistes grecs derivessin el seu ideal del déu des del gimnàs, i el representessin com un jove ben fornit i bellament desenvolupat. Atenes sembla que fou el primer lloc on fou adorat amb aquest paper.
La idea d'Hermes com herald i missatger diví, dels seus viatges d'un lloc a un altre i decidint tractes, implicava necessàriament la noció que era el promotor de l'intercanvi social i el comerç entre els homes, i que era amistós envers ells. En aquest paper era considerat el mantenidor de la pau, i com a déu dels camins, que protegia els viatgers i castigava els que rebutjaven ajudar els que s'equivocaven de camí. Per això els generals atenesos, en preparar una expedició, oferien sacrificis a Hermes, amb l'epítet d'Hegemoni o Agètor, i tot d'estàtues del déu foren erigides als camins i a les portes, circumstància per la qual va rebre diversos epítets. Com a déu del comerç era anomenat amb els epítets grecs διέμπορος, ἐμπολαἳος, παλιγκάπηλος, κερδέμπορος, ἀγοραἳος... i com que el comerç és l'origen de la riquesa, Hermes és també el déu dels beneficis, de les riqueses, i especialment de les que són sobtades i inesperades, com les que s'adquireixen mitjançant el comerç. Com a donador de riquesa i bona sort (en grec: πλουτοδότης), també presidia sobre el joc dels daus, i qui hi jugava llançaven una fulla d'olivera sobre els daus perquè els donés sort. Com que també era considerat l'inventor dels sacrificis i, per tant, no només actua en part d'un herald en els sacrificis, sinó que és també protector dels animals sacrificials, es creia que incrementava la fertilitat de les ovelles. Per aquesta raó era adorat especialment pels pastors, i se'l menciona sovint en relació amb Pan i amb les nimfes. Aquesta faceta de la personalitat d'Hermes és una resta de l'antiga religió arcàdia, en què fou el déu fertilitzador de la terra, que conferia les seves benediccions als homes, i alguns altres trets d'aquest caràcter apareixen als poemes homèrics.
Entre els hel·lens, com suggereix la paraula relacionada herma (pedra fronterera), Hermes personificava l'esperit de la cruïlla: es creia que es manifestava a qualsevol tipus d'intercanvi, transferència, transgressió, transcendència, transició, trànsit o travessia, totes elles activitats que involucren alguna mena de cruïlla en algun sentit. Això explica la seva relació amb les transicions a la pròpia mort, amb els intercanvis de béns, paraules i informació implicats en el comerç, la interpretació, l'oratòria i l'escriptura, amb la forma en què el vent pot transportar objectes d'un lloc a un altre i amb la transició a l'inframon.
S'han trobat tot d'inscripcions dedicades a Hermes a l'àgora d'Atenes, en relació amb el seu epítet Agoreu i el seu paper com a déu del comerç.
Originalment, es representava Hermes com un déu fàl·lic, vell i barbut, però el segle vi aC aquest Hermes tradicional fou reimaginat com un jove atlètic. Tot d'estàtues d'aquest nou Hermes van erigir-se als estadis i als gimnasos de tot Grècia. Entre allò que li era consagrat hi havia, també, la palmera, la tortuga, el número quatre i diversos tipus de peixos, i els sacrificis que se li dedicaven eren sobretot encens, mel, pastissos, porcs i xais.

## Mitologia

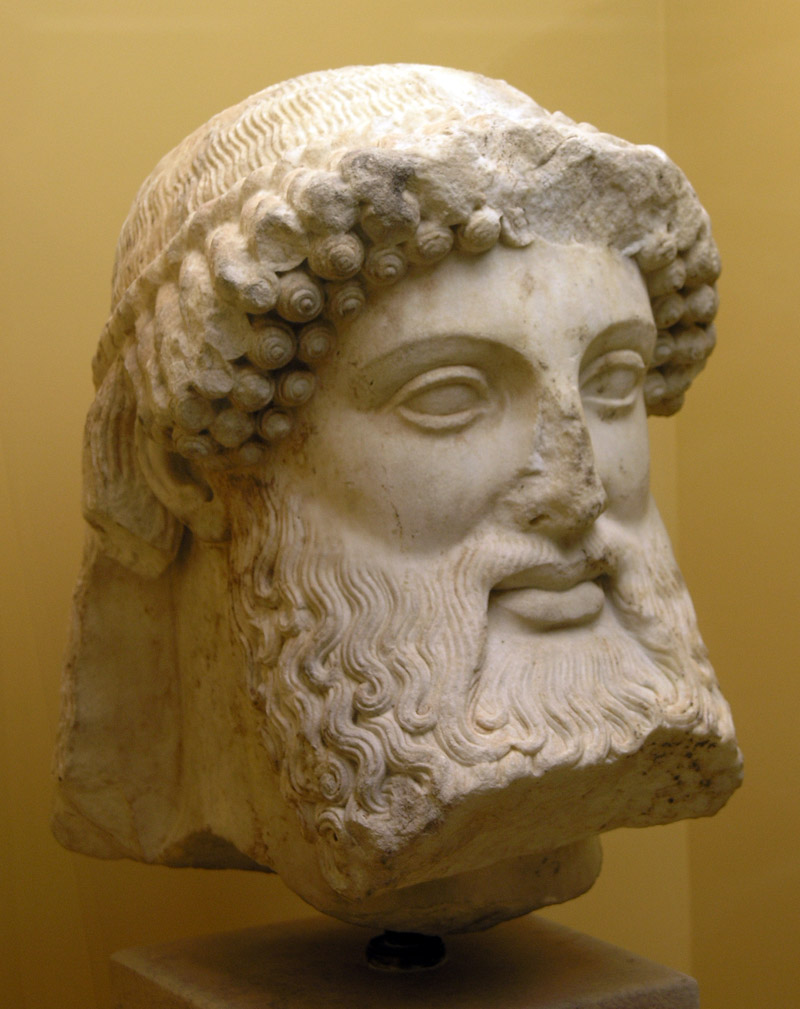
Bust d'un Hermes

Amb la closca d'una tortuga i unes canyes construí la primera lira i robà el ramat d'Apol·lo: aquest n'exigí el retorn i li cedí el ramat a canvi de la lira. Així esdevingué pastor i inventà la flauta i altres instruments que cedí també a Apol·lo, qui com a contrapartida li donà el caduceu i lliçons d'art endevinatòria. Zeus el nomenà el seu herald i el missatger dels déus. Per tot això se l'invocava com a protector dels pastors, músics, comerciants i viatgers, així com a conductor de les ànimes dels morts a l'Hades, funció per la qual se'l coneixia com a Hermes Psicopomp.
Se'l representa sobre una pilastra, com un jove nu -sovint amb els elements fàl·lics- o calçat amb unes botes alades, un barret punxegut i el caduceu a la mà. També apareix portant un corder a les espatlles, o amb el petit Dionís al braç (com en la famosa escultura d'Olímpia, obra atribuïda a Praxíteles, (vegeu imatge). Arreu rebia culte.
El Festival Hermea es feia a diverses parts de l'antiga Grècia, en honor seu.
Se l'identifica amb el déu Mercuri de la mitologia romana.

### Perseu
Hermes va ajudar a Perseu a matar la Gorgona (Medusa). Li va donar les seves sabatilles alades i li va dir que trobés a les Grees. Un cop les va trobar, elles li van donar l'espasa de Zeus, l'escut d'Atenea i el casc d'Hades.

### L'Odissea
Hermes envia un missatge de Zeus a Calipso perquè deixi lliure Odisseu. Hermes protegeix Odisseu de Circe amb una planta.

### LaIlíada
En la Guerra de Troia Hermes va estar al costat dels grecs. El cos de Sarpedon fou rescatat del camp de batalla pels déus alats bessons Hipnos i Tànatos. La parella es descriu vestida amb armadura i supervisada per Hermes Psicopompo en el cant XVI de la Ilíada:

### Prometeu
En algunes versions, Hermes fou qui va lligar a Prometeu al Caucas.
En la tragèdia Prometeu encadenat, atribuïda a Èsquil, Zeus envia a Hermes a enfrontar-se amb el tità Prometeu per una profecia que assegurava que el tità derrocaria el primer dels déus. Hermes castigava Prometeu per no ser raonable i volia prolongar-li la seva tortura, però igualment Prometeu refusà donar-li detalls sobre la profecia.

### Herse, Aglauros i Pàndrosos
Quan Hermes estimava Herse, una de las tres germanes que servien a Atena com sacerdotesses, la seva gelosa germana major Aglauros es va interposar entre ells. Hermes la va transformar en pedra i va esdevenir pare de Cèfal amb Herse, d'Eumolp amb Aglauros i de Cèrix amb Pàndrosos.

### Altres històries
- En la història del músic Orfeu, Hermes va tornar a Eurídice a l'Hades després que aquest mirés cap enrere per veure-la.
- Hermes ajudà a protegir el déu infant Dionís d'Hera, després que aquesta matés a la seva mare mortal, Sèmele, per cels: Rescatà a Dionís de les flames després del seu naixement i el va agafar de mans de Zeus per portar-lo a Atamant.
- Ensenyà a les Tries les arts de la profecia i l'endevinació.
- Va encadenar a Ixió a la roda.
- Va portar a Hera, Afrodita i Atena al Judici de Paris.[24]
- Quan els déus van crear a Pandora, fou Hermes qui la va portar als mortals i qui li va atorgar el seu fort sentit de curiositat.
- El rei Atreu de Micenes recuperà el tron del seu germà Tiestes seguint els consells que va rebre del trampós Hermes. Tiestes accedí a tornar-li el regne quan el sol es mogués cap enrere al cel, un fet que Zeus va fer possible. Atreu recuperà el tron i desterrà Tiestes.
- Heràcles fou venut per ell a Òmfale.[25]